# Forno Canavese
Forno Canavese és un comune (municipi) de la ciutat metropolitana de Torí, a la regió italiana del Piemont, situat a uns 35 quilòmetres al nord-oest de Torí. A 1 de gener de 2019 la seva població era de 3.336 habitants.
Forno Canavese limita amb els següents municipis: Pratiglione, Corio, Rivara, Rocca Canavese i Levone.